# Tage Alter Musik Regensburg
Die Tage Alter Musik Regensburg (TAM) sind ein seit 1984  jährlich stattfindendes Musikfestival für Alte Musik. Sie verbinden historische Aufführungspraxis mit Konzerten in historischen Räumen der Stadt Regensburg und zählen zu den weltweit bedeutendsten Festivals für Alte Musik.

## Geschichte
Der Germanist Stephan Schmid und der Musiklehrer Ludwig Hartmann, beide Absolventen des Musikgymnasiums der Regensburger Domspatzen, haben PRO MUSICA ANTIQUA gegründet und das Festival 1984 ins Leben gerufen. Die TAM finden seither, oft mit täglich bis zu fünf Konzerten in verschiedenen Aufführungsstätten, ununterbrochen (außer 1985 und 2020) jedes Jahr zu Pfingsten statt. An den historischen Aufführungsorten wurde seither eine Vielzahl von international renommierten Ensembles und Solisten der Instrumental- und Vokalmusik der Regensburger Musikwelt präsentiert. Traditionell bestreiten die Regensburger Domspatzen das Eröffnungskonzert. Die 40. Ausgabe 2025 kostete sparsame 300.000 Euro, wobei zwei Drittel durch den Verkauf von 9200 Tickets erwirtschaft wurden und der Rest von Sponsoren getragen wurde.
Der Ruf des Festivals ist inzwischen weit über die Mauern der Stadt Regensburg hinausgedrungen, u. a. durch zahlreiche Rundfunkproduktionen verschiedener Sendeanstalten.
Stephan Schmid und Ludwig Hartmann wurden stellvertretend für das Festival 2009 mit dem Kulturpreis der Stadt Regensburg ausgezeichnet.